# Waru (Parung)
Waru is een bestuurslaag in het regentschap Bogor van de provincie West-Java, Indonesië. Waru telt 16.783 inwoners (volkstelling 2010).